# Notes with Attachments
Notes with Attachments ist ein Jazzalbum von Pino Palladino und Blake Mills. Die 2019 und 2020 im Sound City Studio in Van Nuys, Kalifornien, entstandenen Aufnahmen erschienen am 12. März 2021 auf Impulse! Records und New Deal Records.

## Hintergrund
Notes with Attachments ist eine sich über zwei Jahre erstreckende Produktion des Bassisten Pino Palladino mit dem Produzenten, Gitarristen und Multiinstrumentalisten Blake Mills. Diese begann, als Palladinos die Arbeit an einem ersten Soloalbum aufnahm. Er schickte Mills einige Tracks, die auf Ideen beruhten, an denen er arbeitete, in der Hoffnung, ihn einbeziehen zu können. Mills antwortete und Palladino schickte weiteres Material. Mills fügte diesen Stücken Produktions- und instrumentale Akzente hinzu. Beiden wurde klar, dass eine darüber hinausgehende Zusammenarbeit Sinn machte; daher stellten sie eine kleine Gruppe von Freunden zusammen, darunter Schlagzeuger Chris Dave, Keyboarder Larry Goldings, die Saxophonisten Sam Gendel, Marcus Strickland und Jacques Schwarz-Bart sowie der Bratschist und Geiger Rob Moose.
Das zu hörende Instrumentarium ist besonders auf die Saxophone ausgelegt, in verschiedenen Akustikvarianten plus Poly-Sax- und Mellotron-Simulationen, notierte Chris May, ferner beruhe es auf den Keyboards und Synthesizern sowie senegamische Percussion- und Saiteninstrumente und die Bässe. Die tiefen Frequenzen stehen im Vordergrund, von Palladinos verschiedenen akustischen, elektrischen und synthetisierten Instrumenten über ein Basssaxophon, eine Bassklarinette, eine Baritongitarre und eine Bassharmonika.

## Titelliste
- (Impulse! – 00602435536040, New Deal Records 00602435536040)[3]

1. Just Wrong (Chris Dave, Blake Mills, Pino Palladino) 4:43
2. Soundwalk (Joseph Lorge, Pino Palladino) 3:40
3. Ekuté (Chris Dave, Blake Mills, Pino Palladino, Marcus Strickland) 5:30
4. Notes with Attachments (Larry Goldings, Blake Mills, Pino Palladino) 1:51
5. Djurkel (Blake Mills, Pino Palladino) 5:35
6. Chris Dave (Chris Dave, Blake Mills, Pino Palladino) 3:22
7. Man from Molise (Pino Palladino) 4:03
8. Off the Cuff (Chris Dave, Blake Mills, Pino Palladino) 2:34

## Rezeption
Thom Jurek verlieh dem Album in Allmusic dreieinhalb Sterne und schrieb, Notes with Attachments sei eine außergewöhnliche Platte, aber sie sei auch einladend dank eines gemächlichen Tempos, einer farbenfrohen und dennoch sparsamen Produktion und einer zurückhaltenden Dynamik, die alle von den gewitzten, humorvollen musikalischen Instinkten ihrer Schöpfer getragen werden.
Jeff Terich zählte das Album im Treble Zine zu den 20 besten Neuveröffentlichungen des Jahres 2021 und schrieb, in ihrer erstmaligen Zusammenarbeit sei ein Grad an Anmut und Groove entstanden, verbunden mit einer künstlerischen Freiheit und Neugier dieser beiden Musiker, die darauf hindeuten, dass ein Album wie dieses nicht nur in ihren Fähigkeiten liege, sondern vielleicht sogar überfällig sei. Nicht alles hier klinge beim ersten Hören als Jazz; mal ist es Funk, mal eher „Kammerfolk“ oder gar eine Art elektroakustischer Hybrid im Stile von The Books. Aber es sei beeindruckend, die magischen Momente zu hören, die sie in einer dieser vielfältigen und unvorhersehbaren Jam-Sessions erlebt hatten; man könne Improvisation heraushören, die auf dem einfachen Vergnügen des Musizierens selbst basiere.
Nach Ansicht von Chris May, der das Album in All About Jazz rezensierte, erinnert etwa ein Drittel der Musik vage, wenn auch nicht in der Ausführung, an die Birth of the Cool-Sessions von 1949–1950, die von Miles Davis mit den Arrangeuren Gil Evans, John Lewis, Gerry Mulligan und Johnny Carisi geleitet wurden. Vieles vom Rest klinge dann wie eine Science-Fiction-Variante der traditionellen senegambischen Musik. Mills’ produktionstechnischer Touch bei der Musik sei subtil und zurückhaltend; er erinnere in dieser Hinsicht an Daniel Lanois in seinen frühen Jahren. Notes with Attachments umfasse mehrere Genres, darunter Art Rock, den Jazz und westafrikanische Musik, ohne sich ausschließlich in eines von ihnen einzufügen. Die Spielzeit sei zwar mit 31:24 Minuten enttäuschend kurz, aber zu kurz sei zu lang vorzuziehen.
Jack Riedy (Pitchfork Media) meinte, wie das jüngst erschienene Album Dimensional Stardust des Kornettisten Rob Mazurek habe man Notes with Attachments im Studio aus mehreren Performances zusammengefügt, letzteres ahme jedoch effektiv die Atmosphäre eines Live-Ensembles nach. Ohne eine Lead-Melodie einzubringen verändere sich das Album ständig; die Arrangements würden sich manchmal unsicher anfühlen, „wie die Fortsetzung einer Schnitzeljagd, nachdem die Verstecke vergessen wurden.“ Aber vollständig gehört, klinge die Rastlosigkeit von Notes With Attachments eher wie Entschlossenheit: ein Beharren darauf, so viele Ideen in so kurzer Zeit wie möglich unterzubringen.